# Резон I
Резон (Різом, Ецрон) I (д/н — бл. 920 до н. е.) — 1-й цар Арам-Дамаску в 950—920 роках до н. е. Згадується в Книзі царів як Хезіон.

## Життєпис
Можливо був якимось родичем Гадад-Езера. царя Зобаху. Син Еліада. Після розпаду держави Гада-Езера очолив одну згрупп арамеїв. Після смерті ізраїльського царя Давида скористався внутрішньою колотнечею в Ізраїлі, відвоювавши дамаску. Останній зробив своєю столицею. В подальшому відбив усі спроби ізраїльського царя Соломона відвоювати Дамаск.
Помер близько 920 року до н. е. На той час його держава перетворилося на значну потугу Ізраїлю. Йому спадкував син Табріммон.